# Gelderse derby
Beim Gelderse derby handelt es sich um das Derby der niederländischen Fußballvereine Vitesse Arnheim und NEC Nijmegen. Beide Vereine sind die größten Clubs der Provinz Gelderland. Während mit Gelderse derby zumeist die Begegnungen zwischen Vitesse und NEC gemeint sind, kann der Begriff gelegentlich auch Spiele einer der beiden Mannschaften gegen De Graafschap aus Doetinchem meinen. In der Vergangenheit bezeichnete er jedoch Begegnungen zwischen Vitesse Arnheim und dem damals noch beliebteren Nijmegener Club Quick 1888.
Seit dem ersten Aufeinandertreffen im Jahr 1916 gab es 116 Partien, wovon 38 der Verein aus Arnhem gewann. Weitere 35 Spiele endeten mit einem Unentschieden, während die NEC in 43 Partien gewann.

## Geschichte
Am 18. März 1923 fand in Nijmegen das erste Punktspiel zwischen den beiden Vereinen statt. In jedem Spiel konnte Vitesse Arnheim mit 2:1 gewinnen. Aufgrund der Rivalität waren Unruhen in der Vergangenheit keine Seltenheit, in jüngerer Vergangenheit wurde das Duell mit Begleitmaßnahmen sowie Polizeieinsätzen in die höchste Risikokategorie eingestuft. Im Mai 1993 wurde De Goffert – das Stadion von NEC – von Vitesse sowohl am 16. Mai beim 1:1 gegen Feyenoord Rotterdam und am 23. Mai beim 0:1 gegen die PSV Eindhoven genutzt. Zu dem letzten Spiel kamen mehr als 20.000 Zuschauer. Der sportliche Aufstieg von Vitesse Arnheim in den 1980er sowie in den 1990er Jahren war gleichbedeutend mit der Entstehung der Rivalität zwischen den Arnheimern und den Nimwegenern. Von Seiten der Anhängern von NEC wurde die Tatsache, dass Vitesse Arnheim unter anderem mit staatlichen Geldern unterstützt wurde, verurteilt.
Nachdem Vitesse in der Spielzeit 2007/08 – unter Mithilfe der Stadt Arnhem – Schulden abbauen konnte, verschärften sich die Spannungen zwischen den Vereinen; das hängt auch mit dem georgischen Investor Merab Jordania zusammen, der Vitesse im Jahr 2010 übernahm. Einer der Tiefpunkte der jüngeren Zeit waren Unruhen zwischen den Anhängern des NEC und der Polizei in Nijmegen nach dem Aufeinandertreffen der beiden Mannschaften während der Saison 2011/12. Während eines Spiels in den Play-offs in Arnhem in der gleichen Saison musste Gábor Babos, Torhüter von NEC, die Zuschauer beruhigen. Die Städte Arnhem, Nijmegen und die Polizei drohten, dass die nächsten drei Jahre keine Teilnahme von Fans der gegnerischen Mannschaft an den gemeinsamen Spielen zu verbieten, falls es zu weiteren Unruhen kommen sollte. Die Fans von Vitesse waren darüber wütend. Das nächste Spiel verlief ruhig, auch wegen eines 4:1-Erfolges von Vitesse, so dass die Fans beider Vereine bei den Spielen zugelassen wurden. Infolge des Abstieges von NEC aus der Eredivisie hatten die Arnheimer Fans ein Schild auf der Waalbrug in Nijmegen mit folgendem Satz platziert: „Eredivisievoetbal, nog vijftien kilometer“ (sinngemäß: „Erstliga-Fußball noch 15 Kilometer entfernt“). Ein Jahr später gelang NEC der Wiederaufstieg und die Anhänger ließen ein Flugzeug über Arnheim und dem Stadion von Vitesse fliegen, wo ein Banner mit folgendem Satz hing: We're back, See you soon. (Etwa: „Wir sind zurück, sehen euch bald.“)